# Delikatessenhaus

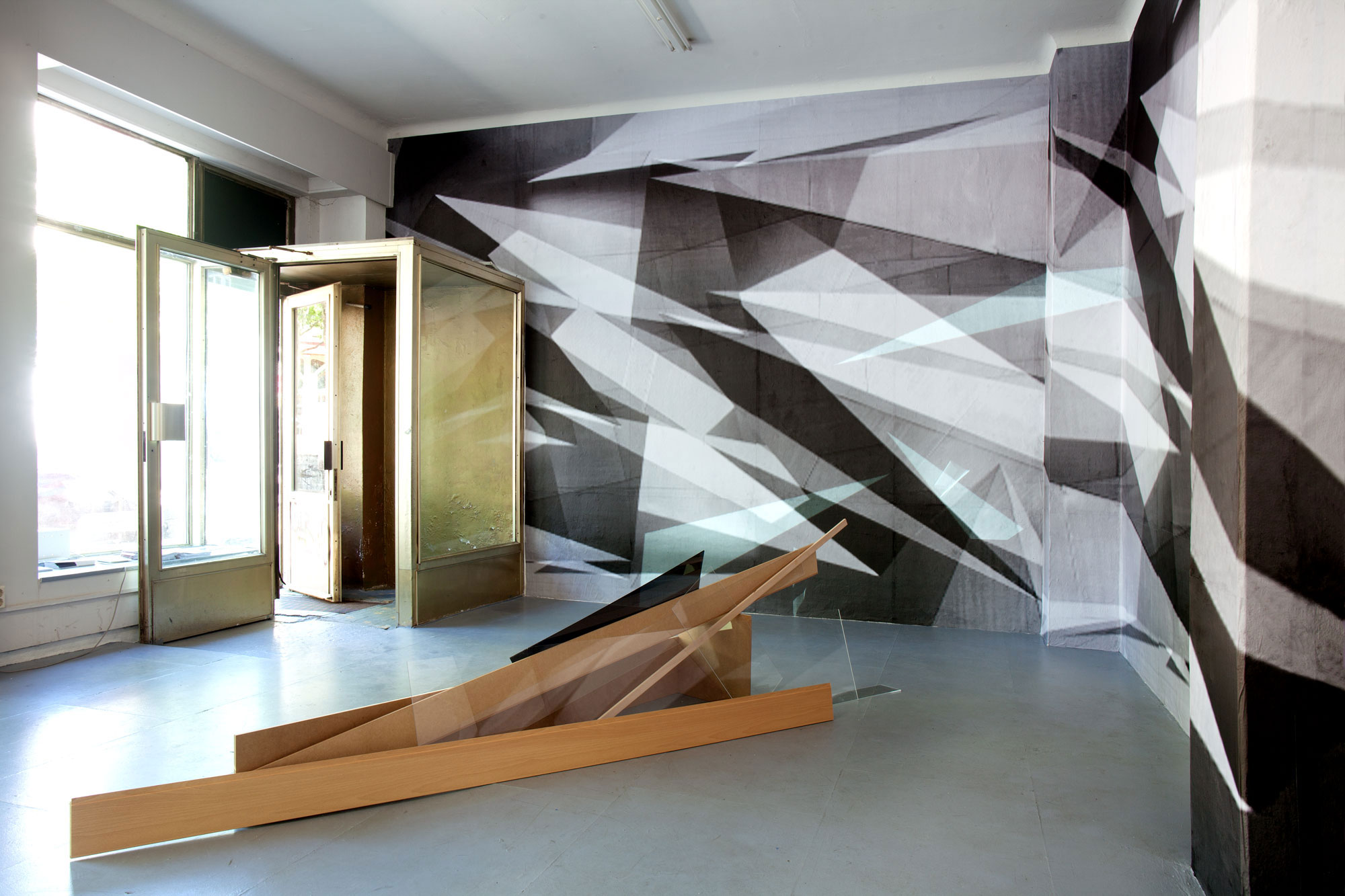
Astrid Busch: „Post Privacy“ (ortsspezifische Installation für das Delikatessenhaus in Leipzig)

Delikatessenhaus e.V. ist ein deutscher Kunstverein in Leipzig. Im Ausstellungsort NeuDeli werden Werke von vorwiegend nicht ortsansässigen, internationalen Künstlern präsentiert. Der Verein arbeitet dabei mit keinem festen Künstlerstamm. Der künstlerische Schwerpunkt liegt auf der Zeichnung. Zu jeder Ausstellung findet als Finissage ein Künstlergespräch mit dem Titel deli open statt. Dieses ermöglicht Einblicke in die Arbeit der Künstler und persönliche Gespräche mit den Ausstellenden. Zusätzlich bietet der Verein punktuell Workshops und Vermittlungsprogramme für Kinder und Jugendliche an.

## Geschichte
Das Delikatessenhaus wurde 2005 in Leipzig gegründet. 2016 wurde der Delikatessenhaus e.V. für den Preis für Kunstvermittlung des Landesverbandes Bildende Kunst Sachsen e.V. nominiert. Über das künstlerische Programm hinaus engagiert sich das Delikatessenhaus für die kulturelle Stadtteilentwicklung im Leipziger Westen. Bis 2014 hatte Jan Apitz die künstlerische Leitung inne. Seither führen Roswitha Riemann und Ulrike Rockmann das Haus.

## Ausgestellte Künstler
Zu den ausgestellten Künstlern zählen unter vielen anderen Laura Bruce, Una H. Moehrke, Michiko Nakatani, Bastian Muhr, Belle Shafir, Jens Schubert und Jan Brokof.